# Cédric Sorhaindo
Cédric Sorhaindo (født 7. juni 1984 på Martinique) er en fransk håndboldspiller, der til dagligt spiller for CS Dinamo București. Hans primære position på banen er stregspiller. Han var med til at vinde guld ved Sommer-OL 2012 i London, VM i håndbold 2009 i Kroatien og VM i håndbold 2015 i Qatar.

## Landshold
Sorhaindo debuterede for det franske landshold i 2005 i en kamp mod Tyskland, og har været med til at vinde guldmedaljer ved adskillige slutrunder for sit land.

## Landsholdstitler
- VM i 2009
- EM i 2010
- VM i 2011